# Kowalewo-Opactwo

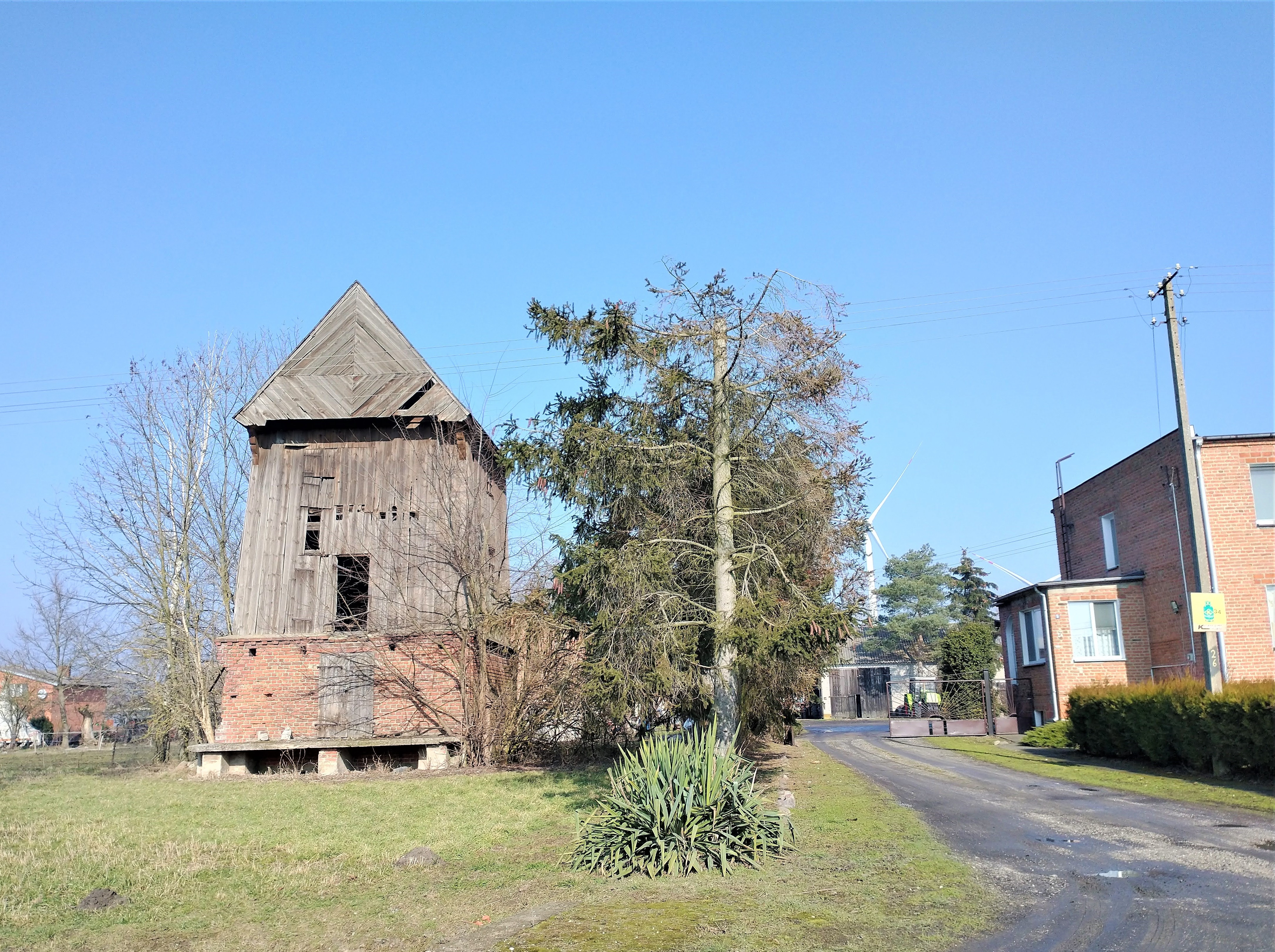
Ruina wiatraka koźlaka z 2. połowy XX wieku

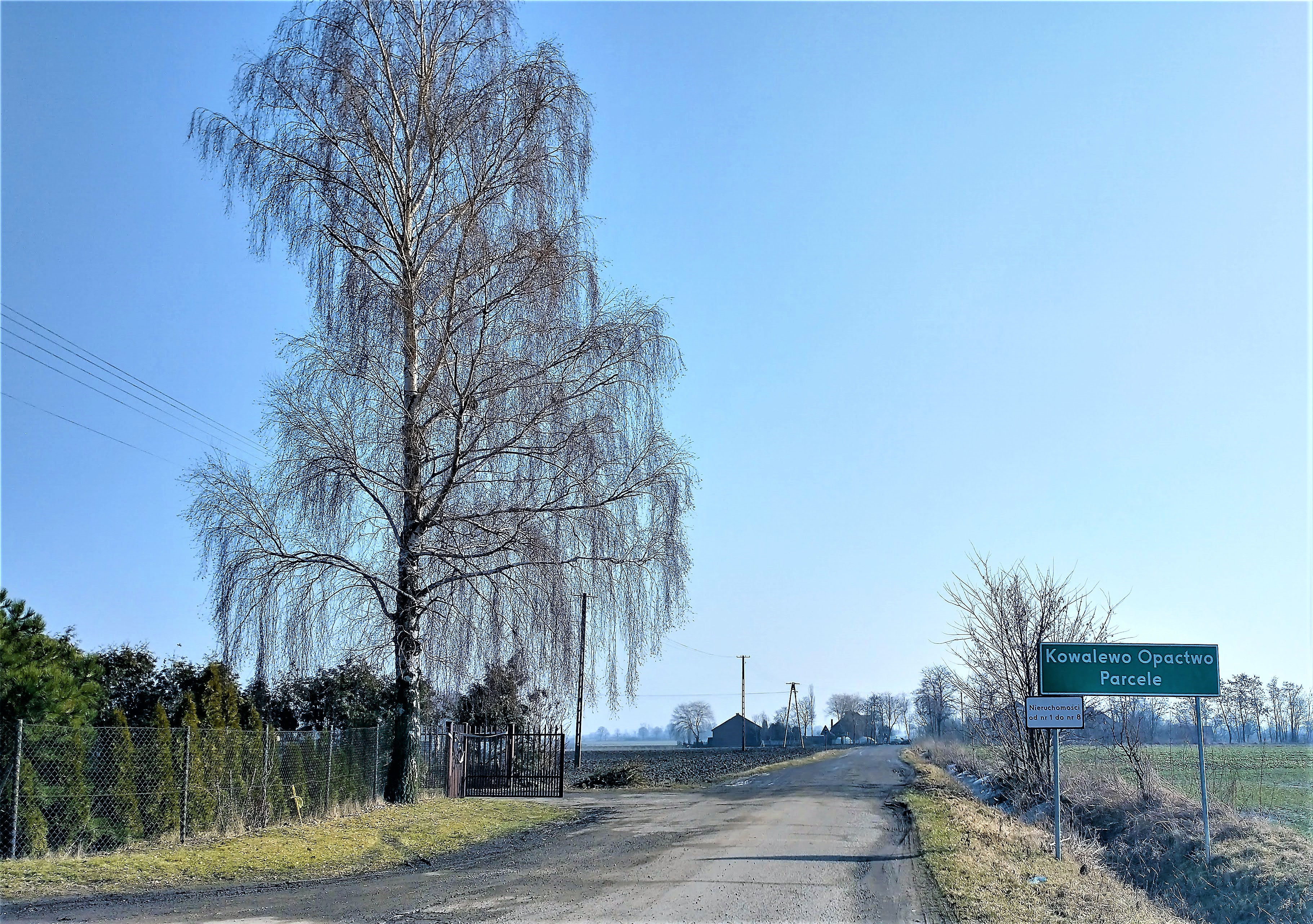
Kowalewo Opactwo Parcele

Kowalewo-Opactwo – wieś w Polsce, w województwie wielkopolskim, w powiecie słupeckim, w gminie Słupca.

## Podział administracyjny
W 2014 roku w wyniku referendum miejscowość Kowalewo Opactwo Wieś odłączyła się od dotychczasowego sołectwa i weszła w skład sąsiedniego - Kowalewo-Sołectwo.
W latach 1975–1998 miejscowość administracyjnie należała do województwa konińskiego.
W 1928 roku rozporządzeniem Wojewody Łódzkiego Wieś Kowalewo - Opactwo Poproboszczowskie została oddana pod władzę sołtysa wsi Kowalewo - Opactwo, gm. Lądek, pow. Słupeckiego.
W 1925 roku wieś Kowalewo-Opactwo oraz folwark tej nazwy a także wieś Kowalewo-Sołectwo, wieś Kowalewo-Góry, wieś Wierzbno, wieś Ląd oraz folwark tej nazwy, Osadę Lądek, wieś Wolę-Koszutską oraz folwark tej nazwy, wieś Piotrowo, wieś Wielodwór oraz folwark Nakielec, wchodzące w skład gminy wiejskiej "Ciążeń", wieś Pokoje, wieś Cienin-Zaborny oraz folwark tej nazwy, wieś Rokosz oraz folwark Konowo, wchodzące w skład gminy wiejskiej "Kazimierz-Biskupi" wyodrębniono w nową gminę wiejską "Lądek".

## Historia
W końcu XIX wieku Kowalewo-Opactwo opisywano jako wieś, folwark i karczmę w gminie Ciążeń w powiecie słupeckim. Wieś miała wówczas 32 domy, 4 domy folwarku, 117 mieszkańców i dom parafialny. Do Parafii w Kowalewie należały 1334 dusze. 
Wieś Kowalewo z daru księcia wielkopolskiego Mieczysława od 1184 roku należała do klasztoru w Lądzie. Dawniej nosiła nazwę Marcinkowo. Kościół istniał od XII wieku, wzmiankowany w 1426 r. jako istniejący od dawna. Folwark Kowalewo-Opactwo powstał z dwóch uwłaszczonych folwarków nr.19 i nr. 20 (Paszkowizna) zajmujących razem 150 mórg (133 mr. grunty orne, 15 mr. łąki, 2 mr. - nieużytki i place, 8 budynków murowanych, 2 drewniane).

## Zabytki
We wsi znajduje się zabytkowy drewniany Kościół Świętych Apostołów Piotra i Pawła z XVIII w. funkcjonujący jako siedziba parafii Świętych Apostołów Piotra i Pawła w Kowalewie-Opactwie. Jest to budynek trójnawowy, wzniesiony na planie krzyża zamkniętym wielobocznie. Od zachodu do nawy przylega wieża konstrukcji słupkowej, zakończona blaszanym hełmem. Trójspadowe dachy są pokryte gontami. W świątyni znajduje się wiele wiekowych obiektów, m.in. kartusz z herbem Grzymała, trzy późnobarokowe ołtarze z około 1784 roku, ołtarz boczny barokowo-klasycystyczny z około 1810 roku, ambona, prospekt organowy i dwie kamienne kropielnice z XVI wieku.

## Szkoła
Szkoła Podstawowa w Kowalewie-Opactwie posiada obecnie 8 oddziałów w klasach I - VIII. W czerwcu 2015 roku otwarto halę sportowo-środowiskową przy ówczesnym gimnazjum. W grudniu 2019 odbyło się głosowanie w sprawie nadania patrona szkole. Z propozycji Polskich Olimpijczyków, Polskich sportowców i Czesława Maciejewskiego wybrano Polskich Olimpijczyków. 
Do szkoły uczęszczają dzieci z obwodu szkoły, obejmującego: Kowalewo Opactwo, Kowalewo Sołectwo, Kowalewo Góry, Poniatówek, Kowalewo Opactwo Parcele, Kowalewo Opactwo Wieś, Wierzbno.

## Osoby związane z miejscowością
- W 1954 w Kowalewie-Opactwie urodził się Eugeniusz Grzeszczak.